# Calderona (higo)
Calderona es un cultivar de higuera de tipo higo común Ficus carica, bífera de higos de epidermis con color de fondo negro mate con sobre color negro. Se cultiva en la colección de higueras de Montserrat Pons i Boscana en Llucmajor, Islas Baleares, España.

## Sinonimia
- „Paratjal Negra“.[3][5][6]

## Historia
Actualmente la cultiva en su colección de higueras baleares Montserrat Pons i Boscana, procedente de unas estacas aportadas por Mateo "Meló" que fue podador en la colección. La higuera madre está cultivada en "Míner", propiedad de Josep Sacarés i Mulet.
La variedad 'Calderona' fue descrita por Esterlich y citada en 1910.
La variedad 'Calderona' es originaria de Felanich, y se llama así por su forma parecida a un caldero pequeño.

## Características
La higuera 'Calderona' es una variedad bífera de tipo higo común. Árbol de desarrollo mediano, copa ovalada, y anchura notable con ramaje muy apretado y follaje regular. Sus hojas con 3 lóbulos (60%), y de 1 lóbulo (40%). Sus hojas con dientes presentes y márgenes serrados. 'Calderona' tienen un desprendimiento mediano de higos, teniendo un periodo de cosecha largo y un rendimiento  productivo medio. La yema apical es cónica de color rojo morado.
Los higos 'Calderona' son higos con forma cónica (globosa o circular), que presentan unos frutos grandes de unos 50 gramos en promedio, de epidermis de grosor mediano y tacto poco áspero, de color de fondo negro mate con sobre color negro. Ostiolo de 3 a 5 mm con escamas medianas rojas. Pedúnculo de 5 a 10 mm troncocónico rojizo y marrón en la parte basal (carácter distintivo de esta variedad). Grietas longitudinales gruesas. Costillas poco marcadas. Con un ºBrix (grado de azúcar) de 28, sabor dulce y sabroso, con consistencia fuerte, con color de la pulpa rojo oscuro. Con cavidad interna grande y una gran cantidad de aquenios medianos. Las brevas solamente se desarrollan en años favorables, los higos son de un inicio de maduración sobre el 22 de agosto hasta el 12 de octubre y de producción alta. Son bastante  resistentes a la lluvia y mediana a la apertura del ostiolo.
Se usa para higo fresco y seco en humanos así como en alimentación animal ganado bovino y porcino, y para confituras. Son medianamente resistentes al desprendimiento. Poco resistentes al transporte.

## Cultivo
'Calderona', es una variedad que se utiliza en fresco para consumo humano y animal, también para confituras. Se está tratando de recuperar de ejemplares cultivados en la colección de higueras baleares de Montserrat Pons i Boscana en Llucmajor.